# Садыгов, Мирдамед Мирсадыг оглу
Садыгов, Мирдамед Мирсадыг оглу (азерб. Mirdaməd Mirsadıq oğlu Sadıqov; 1 сентября 1950, Лагич, Исмаиллинский район — 19 января 2021) — азербайджанский экономист. 14-й ректор Азербайджанского государственного аграрного университета (2008—2013). Глава Исполнительной власти Исмаиллинского района (2013—2020). Заслуженный деятель науки Азербайджана (2010). Профессор, Доктор экономических наук.

## Биография
Родился 1 сентября 1950 года в Лагиче,  Исмаиллинский район. Окончил Азербайджанский институт народного хозяйства.
С 1971 по 1972 год являлся главным референтом, с 1972 по 1977 год лаборантом, главным лаборантом кафедры «Финансы и кредит» Азербайджанского института народного хозяйства. 
С 1973 по 1977 год закончил аспирантуру данной кафедры. Защитил кандидатскую диссертацию в Москве, получив степень кандидата экономических наук.
С 1977 по 1982 год являлся секретарём комитета комсомола данного института.
Затем работал главным преподавателем кафедры «Финансы и кредит», исполняющим обязанности декана экономического факультета Азербайджанского института народного хозяйства.
Доцент.
С 1988 по 1992 год являлся директором Бакинского финансово-кредитного техникума. После преобразования техникума в колледж, с 1992 по 1999 год являлся директором Азербайджанского финансово-экономического колледжа.
С 1996 года также являлся исполнительным директором школы экономического управления им. Г. Алиева.
С 1999 по 2000 год являлся и.о начальника Налогового управления Насиминского района г. Баку.
С 2000 по 2007 год являлся проректором по вопросам образования Азербайджанского государственного экономического университета.
В 2004 году защитил докторскую диссертацию на тему «Проблемы формирования финансового потенциала Азербайджана». Доктор экономических наук.
С 2007 по 2008 год являлся начальником главного управления Центра стратегических исследований налоговой политики и налогового законодательства Министерства налогов Азербайджана.
Ректор Азербайджанского государственного аграрного университета (21 ноября 2008 — 14 февраля 2013).
Глава исполнительной власти Исмаиллинского района (14 февраля 2013 — 5 марта 2020).
С апреля 2020 года являлся проректором по стратегическому развитию Азербайджанского государственного экономического университета.
Автор более 200 научных статей по вопросам проблем экономики, финансов и налогов. Автор 10 учебников, 8 учебных пособий, 9 монографий.

## Награды
- Заслуженный деятель науки Азербайджана (2 сентября 2010, за заслуги в развитии образования)[7]
- Орден "Шохрат" (9 марта 2020, за активное участие в общественно-политической жизни Азербайджана)[8][9]